# 安養外国語高等学校
安養外国語高等学校（アニャンがいこくごこうとうがっこう、안양외국어고등학교）は、大韓民国京畿道安養市にある私立外国語高等学校。1997年に開校した。英語、中国語、日本語の教育課程を持つ。各学年英語科4クラス、中国語科3クラス、日本語科3クラスの編成。